# Rynchogromia
Rynchogromia es un género de foraminífero bentónico de la familia Allogromiidae, del suborden Allogromiina y del orden Allogromiida. Su especie tipo es Rynchogromia elegantula. Su rango cronoestratigráfico abarca desde el Holoceno.

## Clasificación
Rynchogromia incluye a las siguientes especies:
- Rynchogromia elegantula